# Magik Six: Live in Amsterdam
Magik Six: Live in Amsterdam es el sexto álbum de la serie Magik del conocido DJ Productor de Música Trance Tiësto. Al igual que con el resto de la Serie Magik, el álbum es una mezcla en Tornamesa en vivo. Fue grabado durante el evento de "Wild Life" (Fauna Salvaje) el 23 de junio de 2000 en Melkweg, Ámsterdam.

## Lista de canciones
1. Afterburn - "Fratty Boy" – 6:05 (Mislabeled, Original Name is Afterburn - "North Pole" )
2. Sunburst - "Eyeball" [John Johnson Remix] – 4:32
3. Yahel & Eyal Barkan - "Voyage" – 4:29
4. Free Radical - "Surreal" [En Motion Remix] – 4:15
5. Fire & Ice - "Forever Young" – 5:35 (Mislabeled, Original Name is Fire & Ice - "Silent Cry")
6. The Swimmer - "Purple Cloud" – 5:09
7. Delerium - "Silence" [DJ Tiësto In Search Of Sunrise Remix] – 6:25
8. Moogwai - "Viola" [Armin van Buuren Remix] – 7:41
9. Kamaya Painters - "Wasteland" – 4:27
10. Cloud 69 - "Sixty Nine Ways" – 5:51
11. Airwave - "Escape From Nowhere" – 5:49
12. Dawnseekers - "Gothic Dream" [John Johnson Remix] – 4:35
13. Push - "Till We Meet Again" [Album Mix] – 4:39
14. VDM - "No Hesitation" – 3:18
15. Pulser - "Cloudwalking" [Astral Mix] – 4:49

- Datos: Q3904182